# Fennicism
Fennicism är språkdrag som uppkommit genom påverkan från finska. Det kan vara lånord från finskan, felaktig grammatik eller uttryck som kommer av sammanblandning med motsvarande finska uttryck. 
När det gäller svenska, är fennicismer av naturliga skäl vanligast i finlandssvenska. Avsaknad av fennicismer är ett kännetecken för högsvenska.